# デモンターブル
デモンターブル（フランス語: démontable）とは、ルネ・エルスのカタログ・モデルの名称である。日本国内では、省略してデモンタと呼ぶこともある。自転車のフレームのトップ・チューブとダウン・チューブの中間を分割して小さく持ち運べるようにしたものであり、「démontable」を直訳するとフランス語で分割可能という意味である。ルネ・エルスのデザインの影響が大きかった日本では分割可能な自転車をデモンターブルと呼ぶのが通例になっている。逆に英語圏では「セパラブル（Separable)」と呼ばれる事もあるが、呼び方は一定していない。
ここでは広義の意味で「分割可能な自転車」という意味でのデモンターブルを説明する。

## 分割機能の種類
ルネ・エルスの設計ではトップチューブの接合部に径の異なるパイプを重ねて、ダウンチューブの接合部にはスリーブを重ねて、クィックリリースで固定。スリーブを介して分割したフレームをつないでおり、彼が設計した時代からクロモリフレームを前提とした設計となる。接合部の位置がずれるのを防ぐためにフレームのパイプにつながる接合部の中心には凹凸があり、またか重ねて使用するうちに通常の塗装では接合部の塗装が剥がれてしまうために接合部にはメッキ処理をされている事が多い。分割しやすいように古典的なデモンターブルはダウンチューブレバーをシートチューブ上に配してある。現在ではルネ・エルスの工房も無くなり、技術的には分割機構の製作が可能であってもノウハウも継承されにくくなりつつあるが、日本ではオーダーメイドで作る事ができ、また後述のように一部マスプロ車種として生産もされている。
最近の工法ではS&S Machine社のBTCカップリングなどを溶接ないしロウ付けして装着する方法が増えている。この工法ではクロモリだけでなくチタン、一部の工房ではカーボンでも製作は可能となっているが、分割、組み立てには専用レンチを必要とする。

## 需要の変化
もともとデモンターブルが生まれた理由にフランスでの事情が挙げられる。1ヶ月近くバカンスを取る事が一般的なフランスで、通常では積みにくい自転車をそのまま自動車のトランクに積みやすくするために開発されたのがデモンターブルの始まりとされている。
しかし現在でのデモンターブルの用途としては飛行機での運搬を目的とする用途が多い。そして広大な国内での都市間の交通の主流が飛行機である事、そして荷物の超過料金が飛行機（空港から空港の飛行機）ごとに厳しく課せられるという理由からアメリカでの需要が主流となりつつある。すなわちコンパクトにまとめる事で不必要な出費を抑える事を目的とする事が多い。

## 折りたたみ自転車との違い
広義の意味では折りたたみ自転車とデモンターブルの違いは曖昧な部分が多く、バイクフライデーやアレックス・モールトンのように、折りたたみ自転車ともデモンターブルとも解釈しうる車種も存在する。しかしながら概して、折りたたみ自転車はコンパクトに折りたたむ事を優先させている事が多いが、デモンターブルは走行性能を優先させているという差異がある。

### 長所
折りたたみ自転車は折りたたむ事を優先させるために、折りたたみ構造にヒンジを採用しており、かつ車輪を小径とする事が多い。品質によって大きな違いがあるものの、ヒンジは構造的に脆弱な部分になりやすく、安価な折りたたみ自転車の場合、そのために構造的な脆弱性を抱えているという報告もある。また小径の特徴として路面の凹凸を拾いやすい事が挙げられており、路面からの衝撃をフレーム、乗り手に敏感に伝えがちになり、少なからず車体の耐久性や走行性能に関係してくる。それに対してデモンターブルは基本的に自転車を分割しただけなので、少なくとも設計上の走行性能は同じであり、車輪の径が大きければ理論上フレームが負担する衝撃も少なくなる。

### 短所
デモンターブルの欠点としては、その煩雑な分割、組み立て工程が挙げられる。往々にして専用工具を必要とする事もあり、経験者でもある程度の時間を要する作業となるので、例えばデモンターブルを分解して通勤などに使う用途には基本的に適さない。また分割する独自構造を理解する必要があるため一定以上の自転車の構造の基礎知識を知っておく事が必須となり、何の基礎知識を知らない人がデモンターブルを取り扱う事は容易ではない。反面折りたたみ自転車は自転車の構造を知らなくても勘弁に折りたためるものがほとんどである。

## 現行モデル
デモンターブルはオーダーで注文製造される事がほとんどである。しかし少数ではあるが大量生産を前提に製造されているものもある。現時点での製品は以下の通りである。
- アレックス・モールトン（Alex Moulton）/ブリヂストン・モールトン（Bridgestone Moulton）

独特のトラスフレーム形状で小径車はあるが、自転車の広義にはデモンターブルの一種となる。分割は六角レンチ一本で可能。
- リッチー（Ritchey）/ダホン

2004年より分割方式のフレーム「ブレイクアウェイ(Breakaway)」を販売。軽量で画期的な接合方式でシートポストもフレームをつなぐ強度の一部として計算されており、六角レンチ一本で分割可能。その後折り畳み自転車メーカーのダホンがリッチーのパテントの使用権を取得、リッチーブランドと並行してブレイクアウェイフレームを使ったデモンターブルを自社ブランドとして製造している。2017年現在では分割可能なカーボンフレームが販売されている。
- サーリー（Surly）

前述のBTCカップリングを装着したモデル「トラベラーズチェック」を2008年に、「ロングホールトラッカーデラックス」を2011年に発表、2016年には「ワールドトローラー」も発表した。
生産終了
- パナソニック サイクルテック（Panasonic）

以前は同社（ナショナル）ブランドの製品「ラ・スコルサ・ヌーボ」にも、ロード、ミキストなどと並んでデモンターブル・モデルが設定され、その後、パナソニック サイクルテックでPOSと呼ぶオーダーメードのシステムでデモンターブルとしてラインナップされている車種があったが、2016年にPOSオーダーのラインナップから外れ、事実上の生産終了となった。接合方式は従来の方式でBTCカップリングは使用していなかった。